# 佐々木恵美子
佐々木 恵美子（ささき えみこ、1913年 - 没年不詳）は日本の脚本家。詩人・劇作家の杉谷代水の長女。
1951年から1964年まで放送されたラジオドラマ「チャッカリ夫人とウッカリ夫人」の原作者の一人。他に「ホガラカさん」「君美しく」「オヤカマ氏とオイソガ氏」などの脚本も担当した。また日本放送作家協会の役員も務めていた。
恵美子は惠美子表記もあり。

## ラジオ脚本
- チャッカリ夫人とウッカリ夫人　1951年-1964年（恵美子は1961年まで）　脚本：市川三郎、梅田晴夫、佐々木恵美子、中江良夫、菜川作太郎、吉田みき、名和青朗、永六輔　ラジオ東京（現在のTBSラジオ）
- ホガラカさん　1955年？　脚本：菜川作太郎、佐々木恵美子
- 君美しく　1956年？　脚本：田井洋子、佐々木恵美子　ニッポン放送
- オヤカマ氏とオイソガ氏　1957年2月-1966年？　原作：岡部冬彦　脚本：菜川作太郎、佐々木恵美子　文化放送
- おおワンダフル物語[2]　1959年-1960年？　脚本：並河亮、伊馬春部、佐々木恵美子　文化放送

## ラジオ脚本・単発
『明朗ラジオドラマ集』に収録されているもの。
- 引越し夫婦　1958年3月20日　ニッポン放送「金語楼劇場」
- 次郎長先生　1958年6月8日　ニッポン放送「金語楼劇場」
- ママは女史です　1953年2月3日　ラジオ東京
- せめて三日でも　1953年8月28日　ラジオ東京
- ここは動物別世界　1950年3月25日　NHK第一放送
- サトル先生大いに悟る　1951年6月23日　NHK第一放送
- 恋人は何人目　1956年5月10日　NHK第一放送

## テレビ脚本
テレビドラマデータベースを参照した。
- 嫁ぐ　1960年6月30日　主な出演：鳳八千代、福岡正剛、折原啓子、三上由紀　CX
- うるわしき日 前編・後編　1961年6月30日、7月7日　原作：芝木好子　主な出演：小山田宗徳、久保菜穂子、高田稔、英百合子　NTV
- 夫の居ぬ間（夫のいぬ間）　1962年9月6日　主な出演：伴淳三郎、加藤和夫、丹阿弥谷津子、山本学　CX[3]

## 著書
- 『ホガラカさん』（菜川作太郎との共著、創世社＜ラジオ新書＞、1955年）
- 『君美しく 第1部』（田井洋子との共著、20世紀社、1956年）
- 『明朗ラジオドラマ集　チャッカリ夫人とウッカリ夫人・他8編』（英宝社、1962年1月）
「チャッカリ夫人とウッカリ夫人」より26巻、「おおワンダフル物語」より4巻、「引越し夫婦」「次郎長先生」「ママは女史です」「せめて三日でも」「ここは動物別世界」「サトル先生大いに悟る」「恋人は何人目」を収録。巻末に回想エッセイ「チャッカリ・ウッカリ十年間」、『チャッカリ夫人とウッカリ夫人』執筆巻名表、「おわりに」が付く。

### 選集など
- 『杉谷代水選集』（冨山房、1935年）杉谷恵美子編
- 『アラビアンナイト』上・下巻（杉谷代水訳、冨山房、1950年）佐々木恵美子訂補
- 『ラジオ小劇場脚本選集　第2集』（日本放送協会編、宝文館、1950）佐々木恵美子「かしら文字」収録
- 『チヤッカリ夫人とウッカリ夫人』（ラジオ東京文芸部編、日本出版共同、1953年）
- 『現代女流戯曲選集　1956年版』（日本女流劇作家会編、ひまわり社、1956年）佐々木恵美子「悲願」収録
- 『現代女流戯曲選集　1957年版』（日本女流劇作家会編、ひまわり社、1957年）佐々木恵美子「髪を切る」収録
- 『現代女流戯曲選集　1958年版』（日本女流劇作家会編、ひまわり社、1959年）佐々木恵美子「こおろぎ橋」収録
- 『現代女流脚本集』（岡田八千代編、彌生書房、1962年）佐々木恵美子「かさね」収録